# Liste der Jahrespreise der deutschen Schallplattenkritik
Die Liste der Jahrespreise der deutschen Schallplattenkritik ist eine Übersicht der Jahrespreise, die vom Jahresausschuss des PdSK e.V. seit 1990 vergeben wurden.

## Hintergrund
Der Verein „Preis der deutschen Schallplattenkritik e. V.“ vergibt jährlich im Herbst (bis zu) zehn Jahrespreise in verschiedenen Sparten für hervorragende Veröffentlichungen aus den vergangenen zwölf Monaten. Dazu werden jährlich drei Ehrenpreise verliehen. Die Jurierung der Jahrespreise obliegt einem aus Kritikern der E- und U-Musiksparten zusammengesetzten, regelmäßig neu konstituierten Jahresausschuss. Die Jahrespreise „werden im Rahmen öffentlicher Konzertauftritte oder Literaturlesungen (im Bereich Wortkunst) an die Preisträger verliehen.“

## Jahrespreise
2023
| Preisträger/in                                          | Produktion                                                  | Format | Label                            |
| ------------------------------------------------------- | ----------------------------------------------------------- | ------ | -------------------------------- |
| Hervé Niquet, Ensemble Le Concert Spirituel             | Joseph Bodin de Boismortier: Don Quichotte chez la Duchesse |        | Château de Versailles Spectacles |
| Christian Tetzlaff, Tanja Tetzlaff und Lars Vogt        | Franz Schubert: Klarviertrio Nr. 1 und Klaviertrio Nr. 2    | CD     | Ondine/Naxos                     |
| Nubya Garcia, Theon Cross, Shabaka Hutchings und andere | London Brew                                                 | CD/LP  | Concord Jazz/Universal           |
| Monika Roscher Bigband                                  | Witchy Activities and the Maple Death                       | CD/LP  | Zenna/Membran                    |
| Souad Massi                                             | Sequana                                                     | CD/LP  | Wrasse/harmonia mundi-Bertus     |
| A.S.O.                                                  | A.S.O.                                                      | LP     | Low Lying Records                |
| Lucrecia Dalt                                           | ¡Ay!                                                        | CD/LP  | Rvng Intl./Cargo                 |
| The Düsseldorf Düsterboys                               | Duo Duo                                                     | CD/LP  | Staatsakt/Bertus                 |
| Händl Klaus                                             | Zrugg                                                       | Stream | ORF/Radio Tirol                  |
| Werner Fritsch                                          | Mixing Memory & Desire                                      | Stream | SWR 2                            |

2022
| Preisträger/in                                  | Produktion | Format | Label                              |
| ----------------------------------------------- | --- | ------ | ---------------------------------- |
| Frank Peter Zimmermann, Berliner Philharmoniker | Ludwig van Beethoven: Violinkonzert op. 61; Alban Berg: Violinkonzert Dem Andenken eines Engels (1935); Béla Bartók: Violinkonzerte Nr. 1 Sz 36 & 2 Sz 112 | CD     | Berliner Philharmoniker Recordings |
| Christian Gerhaher, Gerold Huber                | Robert Schumann: Alle Lieder | CD     | Sony Classical                     |
| Graindelavoix, Björn Schmelzer                  | Josquin the Undead. Laments, Deplorations And Dances Of Death                                                                                              |        | Glossa GCD                         |
| Marc-André Hamelin                              | William Bolcom: The Complete Rags | CD     | Hyperion                           |
| Bernhard Hanneken                               | Deutschfolk – Soundtrack zum Volksliedrevival in der BRDDR                                                                                                 | CD     | NoEthno                            |
| Charles Lloyd, Bill Frisell, Thomas Morgan      | Trios: Chapel | CD/LP  | Blue Note                          |
| Fontaines D.C.                                  | Skinty Fia | CD/LP  | Partisan Records                   |
| Perel                                           | Jesus Was an Alien | CD/LP  | Kompakt                            |
| Nduduzo Makhathini                              | In the Spirit of Ntu | CD/LP  | Blue Note                          |
| Stromae                                         | Multitude | CD/LP  | Polydor                            |
| Horace Andy                                     | Midnight Rocker | CD/LP  | On-U Sound Records                 |

2021
| Preisträger/in                                         | Produktion | Format   | Label                                  |
| ------------------------------------------------------ | --- | -------- | -------------------------------------- |
| Anna Lucia Richter, Bamberger Symphoniker, Jakub Hrůša | Gustav Mahler: Symphonie Nr. 4 G-Dur. | CD       | Naxos                                  |
| Florian Uhlig                                          | Robert Schumann: Sämtliche Werke für Klavier Solo. Florian Uhlig. Vol.1-14, 2010 bis 2019. Vol. 15 | CD       | Profil Medien                          |
| Georg Nigl & Olga Pashchenko                           | »Vanitas« – Lieder von Franz Schubert, Ludwig van Beethoven und Wolfgang Rihm. | CD       | Note 1                                 |
| Christophe Bertrand                                    | »Vertigo«. Sämtliche Instrumentalwerke. Zafraan Ensemble, KNM Berlin, WDR Sinfonieorchester, GrauSchumacher Piano Duo u. a., Premil Petrović, Victor Aviat, Brad Lubman, Peter Rundel, Baldur Brönnimann, Emilio Pomàrico. | 3CD      | Bastille Musique                       |
| Yola                                                   | Stand for Myself | CD/LP    | Easy Eye Sound                         |
| Sebastian Krämer                                       | Liebeslieder an deine Tante | CD       | Reptiphon                              |
| Chris Eckman                                           | Where the Spirit Rests | CD / LP  | Glitterhouse                           |
| Kelly Lee Owens                                        | Inner Song | CD       | Smalltown Supersound                   |
| Angel Bat Dawid & Tha Brothahood                       | Live | CD / 2LP | International Anthem Recording Company |
| Saša Stanišić                                          | Hey, hey, hey, Taxi! | Hörbuch  | Mairisch Verlag                        |

2020
| Preisträger/in                                           | Produktion | Format  | Label                |
| -------------------------------------------------------- | --- | ------- | -------------------- |
| Jacques Offenbach: Maître Péronilla / Markus Poschner    | Véronique Gens, Éric Huchet, Antoinette Dennefeld, Chantal Santon-Jeffery, Anaïs Constans, Tassis Christoyannis, Diana Axentii, François Piolino, Patrick Kabongo, Loïc Félix, Yoann Dubruque, Matthieu Lécroart, Raphaël Brémard, Jérôme Boutillier, Philippe-Nicolas Martin, Antoine Philippot, Orchestre National de France, Chœur de Radio France, dirigiert von Markus Poschner | CD      | Bru Zane             |
| Dina Ugorskaja                                           | Franz Schubert: Klaviersonate B-dur D 960, 3 Klavierstücke D 946, Moments musicaux D 780 | CD      | Harmonia Mundi       |
| Olivia Vermeulen & Jan Philip Schulze                    | Dirty Minds – Lieder von Alban Berg, William Bolcom, Johannes Brahms, Claude Debussy, Benedikt Eichhorn, Hanns Eisler, Jake Heggie, Wolfgang Amadeus Mozart, Thomas Pigor, Henry Purcell, Arnold Schönberg, Franz Schubert, Robert Schumann, Kurt Weill und Hugo Wolf | CD      | Challenge Classics   |
| Institute for Computermusic and Sound Technology, Zürich | Les Espaces Électroacoustiques II. Masterpieces of electroacustic music – presented in 5.1 surround and stereo. Werke von Luigi Nono, Luciano Berio, Gottfried Michael Koenig und Karlheinz Stockhausen | CD      | Naxos                |
| Carla Bley                                               | Carla Bley, Andy Sheppard, Steve Swallow: Life Goes On | CD / LP | ECM Records          |
| Aretha Franklin / Alan Elliott                           | Aretha Franklin: Amazing Grace. Mit Mick Jagger, James Cleveland, C. L. Franklin; Regie: Alan Elliott und Sydney Pollack | DVD     | Weltkino Filmverleih |
| Bob Dylan                                                | Rough and Rowdy Ways | CD / LP | Columbia Records     |
| The Jayhawks                                             | XOXO | CD / LP | Sham Records         |
| The Düsseldorf Düsterboys                                | Nenn mich Musik | CD / LP | Staatsakt            |
| Die Bibel / Rufus Beck                                   | Altes und Neues Testament, mit Apokryphen. Lutherübersetzung in der revidierten Fassung 2017. Gelesen von Rufus Beck. Deutsche Bibelgesellschaft | CD      | Der Audio Verlag     |

2019
| Preisträger/in                 | Produktion | Format    | Label                                  |
| ------------------------------ | --- | --------- | -------------------------------------- |
| Guillaume Tourniaire           | Camille Saint-Saëns: Ascanio. Jean-François Lapointe, Bernard Richter, Ève-Maud Hubeaux, Jean Teitgen, Karina Gauvin, Clémence Tilquin, Chœur du Grand Théâtre de Genève, Chœur et Orchestre de la Haute école de musique de Genève, dirigiert von Guillaume Tourniaire | CD        | B-Records                              |
| Mirga Gražinytė-Tyla           | Mieczysław Weinberg: Symphonien Nr. 2 & 21 »Kaddish«. Gidon Kremer, City of Birmingham Symphony Orchestra, Kremerata Baltica, dirigiert von Mirga Gražinytė-Tyla | CD        | Deutsche Grammophon                    |
| Reinbert de Leeuw              | Franz Liszt: Via Crucis. Collegium Vocale Gent, dirigiert von Reinbert de Leeuw | CD        | Alpha Classic                          |
| GrauSchumacher Piano Duo       | Philippe Manoury: Le temps, mode d’emploi. GrauSchumacher Piano Duo, SWR Experimentalstudio | CD        | Harmonia Mundi                         |
| Martin Elste & Carsten Schmidt | 2000 Jahre Musik auf der Schallplatte. Alte Musik anno 1930. Eine diskologische Dokumentation zur Interpretationsgeschichte. Hrsg. von Martin Elste und Carsten Schmidt                                                                                                 | CD / Buch | Gesellschaft für Historische Tonträger |
| Émile Parisien Quartet         | Double Screening | CD        | ACT                                    |
| Marilyn Mazur                  | Shamania | CD        | Cargo Records                          |
| Black Pumas                    | Black Pumas | CD / LP   | Ato Records                            |
| Bilderbuch                     | Vernissage My Heart | CD / LP   | Maschin Records                        |
| Bruce Springsteen              | Western Stars | CD / LP   | Sony                                   |
| Tim Cole & BaoBao Chen         | Small Island Big Song. Alena Murang, SiaoChun Tai, Charles Maimarosia, Sammy Samoela u.v.a.m. | CD        | CDBaby                                 |

2018
| Preisträger/in                     | Produktion | Format      | Label          |
| ---------------------------------- | --- | ----------- | -------------- |
| Mariss Jansons & Stefan Herheim    | Peter Iljitsch Tschaikowsky: Pique Dame. Misha Didyk, Alexey Markov, Vladimir Stoyanov, Andrei Popov, Andrii Goniukov, Mikhail Makarov, Anatoli Sivko, Larissa Diadkova, Svetlana Aksenova, Anna Goryachova, Chorus of the Dutch National Opera, Nieuw Amsterdams Kinderkoor, Royal Concertgebouw Orchestra, dirigiert von Mariss Jansons, Regie: Stefan Herheim | Blu-ray/DVD | Naxos          |
| Lucile Richardot & Sébastien Daucé | Perpetual Night. 17th Century Ayres and Songs. Werke von John Banister, John Blow, John Coprario, James Hart, John Hilton, John Jackson, Robert Johnson, Nicholas Lanier, William Lawes, Henry Purcell, Robert Ramsey und William Webb. Lucile Richardot, Ensemble Correspondances, Sébastien Daucé                                                              | CD          | Harmonia Mundi |
| Anita Rachvelishvili               | Arien von Dimitri Arakishvili, Georges Bizet, Charles Gounod, Pietro Mascagni, Jules Massenet, Nikolai Rimsky-Korsakov, Camille Saint-Saëns und Giuseppe Verdi. Anita Rachvelishvili, Barbara Massaro, Coro del Teatro Municipale di Piacenza, Orchestra Sinfonica Nazionale della RAI, Giacomo Sagripanti                                                       | CD          | Sony           |
| Christian Tetzlaff                 | Johann Sebastian Bach: Sonaten und Partiten für Violine solo BWV 1001-1006. Christian Tetzlaff | CD          | Naxos          |
| Franui                             | Ständchen der Dinge. Geht es immer so weiter? | CD          | Harmonia Mundi |
| Shannon Shaw                       | Shannon In Nashville | CD          | Warner         |
| Janelle Monáe                      | Dirty Computer | CD          | Warner         |
| Runrig                             | Rarities – Limited Collectors Box. Unreleased Live Tracks, Demos, B-Sides, Videos & New 2018 Version of »Somewhere« | CD / DVD    | Sony           |
| Saz’iso                            | At Least Wave Your Handkerchief At Me: The Joys And Sorrows Of Southern Albanian Song | CD          | Indigo         |
| Peter Simonischek & Michael König  | Thomas Bernhard: Städtebeschimpfungen. Herausgegeben von Raimund Fellinger. Mit Peter Simonischek, Michael König | CD          | Der Hörverlag  |

2017
| Preisträger/in                        | Produktion | Format | Label                                 |
| ------------------------------------- | --- | ------ | ------------------------------------- |
| Andrew Manze & NDR Radiophilharmonie  | Felix Mendelssohn Bartholdy: Symphonien Nr. 1 c-moll op. 11 & Nr. 3 a-moll op. 56 (»Schottische«). NDR Radiophilharmonie, dirigiert von Andrew Manze | CD     | Naxos                                 |
| Alina Ibragimova & Cédric Tiberghien  | Wolfgang Amadeus Mozart: Sonaten für Klavier und Violine Vol. 1-4. Alina Ibragimova, Cédric Tiberghien | CD     | Hyperion (Note 1 Musikvertrieb)       |
| Schumann Quartett                     | »Landscapes«. Joseph Haydn: Quartett B-Dur op. 76,4 (Der Sonnenaufgang); Béla Bartok: 2. Streichquartett; Tōru Takemitsu: Landscape I for string quartet; Arvo Pärt: Fratres. Schumann Quartett | CD     | Berlin Classics (Edel)                |
| Daniil Trifonov                       | »Transcendental«. Franz Liszt: 12 Études d’exécution transcendante, Études de Concert 1-3, Grand Études de Paganini 1-6. Daniil Trifonov | CD     | Deutsche Grammophon                   |
| Diana Damrau                          | »Grand Opéra«. Giacomo Meyerbeer: Arien und Szenen aus Le Prophète, Robert le Diable, L’Africaine, Les Huguenots, Il Crociato in Egitto, L’Étoile du Nord, Alimelek oder die beiden Kalifen, Le Pardon de Ploërmel, Emma di Resburgo, Ein Feldlager in Schlesien. Diana Damrau, Charles Workman, Laurent Naouri, Kate Aldrich, Joanna Curelaru, Orchester und Chor der Nationaloper Lyon, Emmanuel Villaume | CD     | Erato                                 |
| Holger Falk, Steffen Schleiermacher   | Hanns Eisler: Lieder Vol. 1. Songs und Balladen 1929-1937. Holger Falk, Steffen Schleiermacher | CD     | Musikproduktion Dabringhaus und Grimm |
| Mirjam Wiesemann & Ingo Schmidt-Lucas | »Bernd Alois Zimmermann und das symphonische Spätwerk«. Edition Künstler im Gespräch Vol. 8. Jan-Filip Tupa, Sascha Reckert, Philippe Marguerre, RSO Stuttgart, Bernhard Kontarsky, Elke Heidenreich, Mirjam Wiesemann, York Höller | CD     | Cybele Records                        |
| Thomas Azier                          | Rouge | CD     | Universal Music                       |
| Sampha                                | Process | CD     | XL Recordings                         |
| Nishtiman Project                     | Kobane, Kurdistan (Iran – Irak – Turquie) | CD     | Harmonia Mundi                        |
| Daniel Erdmann & Velvet Revolution    | Daniel Erdmann’s Velvet Revolution: A Short Moment of Zero G. Daniel Erdmann, Théo Ceccaldi, Jim Hart | CD     | Note 1 Musikvertrieb                  |
| Christoph Maria Herbst                | Jochen Till: Luzifer Junior – Zu gut für die Hölle, gelesen von Christoph Maria Herbst. Der Audio Verlag | CD     | Der Audio Verlag                      |
| Regula Mühlemann                      | Mozart Arias, Kammerorchester Basel, Dirigat: Umberto Benedetti Michelangeli | CD     | Sony                                  |

2016
| Preisträger/in                                                                          | Produktion | Format   | Label                  |
| --------------------------------------------------------------------------------------- | --- | -------- | ---------------------- |
| Anja Harteros, Jonas Kaufmann & Antonio Pappano                                         | Giuseppe Verdi: Aida. Anja Harteros, Jonas Kaufmann, Ekaterina Semenchuk, Ludovic Tézier, Erwin Schrott, Marco Spotti, Paolo Fanale, Eleonora Buratto, Orchestra e Coro dell’Accademia Nazionale di Santa Cecilia, Antonio Pappano | CD       | Warner Classics        |
| Hans-Christoph Rademann                                                                 | Heinrich Schütz: Johannespassion SWV 481; Deutsche Litanei; Unser Herr Jesus Christus in der Nacht, als er verraten ward SWV 495; Ach Herr, du Sohn Davids SWV Anhang 2 (Gesamteinspielung Vol. 13). Jan Kobow, Harry van der Kamp, Ulrike Hofbauer, Marie Luise Werneburg, Friedemann Condé, Lee Santana, Frauke Hess, Ludger Rémy, Dresdner Kammerchor, Hans-Christoph Rademann | CD       | Note 1 Musikvertrieb   |
| Christoph Prégardien & Julius Drake                                                     | Franz Schubert: Poetisches Tagebuch. Neun Lieder nach Versen von Ernst Schulze. Acht weitere Lieder. Christoph Prégardien, Julius Drake | CD       | New Arts International |
| Faust, Queyras & Melnikov – Robert Schumann: Sämtliche Konzerte & Klaviertrios Vol. 1-3 | Vol. 1: Violinkonzert WoO 1 d-moll; Klaviertrio Nr. 3 op. 110 g-moll; Vol. 2: Klavierkonzert op. 54 a-moll; Klaviertrio Nr. 2 op. 80 F-Dur; Vol. 3: Cellokonzert op. 129 a-moll; Klaviertrio Nr. 1 op. 63 d-moll. Isabelle Faust, Jean-Guihen Queyras, Alexander Melnikov, Freiburger Barockorchester, dirigiert von Pablo Heras-Casado                                           | CD / DVD | Harmonia Mundi         |
| Grigory Sokolov                                                                         | Franz Schubert: Impromptus D 899, Drei Klavierstücke D 946; Ludwig van Beethoven: Klaviersonate Nr. 29 B-Dur op. 106; Johannes Brahms: Intermezzo b-moll op. 117 Nr. 2; Jean-Philippe Rameau: Les Tendres Plaintes, Les Tourbillons, Les Cyclopes, La Follette, Les Sauvages. Grigory Sokolov                                                                                     | CD       | Deutsche Grammophon    |
| Teodoro Anzellotti & Christophe Desjardins                                              | »… of waters making moan« – Gérard Pesson: Peigner le vif; Rebecca Saunders: …of waters making moan; Marco Stroppa: Il peso di un pensiero, Nous sommes l’air, pas la terre; Jonathan Harvey: Chant; Hans Zender: Ein Wandersmann… zornig… (Hölderlin lesen V). Teodoro Anzellotti, Christophe Desjardins                                                                         | CD       | Winter & Winter        |
| Tord Gustavsen                                                                          | Tord Gustavsen, Simin Tander, Jarle Vespestad: What Was Said | CD       | ECM Records            |
| Edda Brandes                                                                            | Mauretanien. Nouakchott & Chinguetti. benkadi fòli serie I. Traditionelle Musik Vol. 9, benkadi fòli serie III. Africa in pictures Vol. 2. Edda Brandes, Petra Buda | CD / DVD | www.benkadi.org        |
| Anderson East                                                                           | Delilah. Low Country Sounds | CD       | Electra Records        |
| Maxwell                                                                                 | black SUMMERS’ night | CD       | Columbia Records       |
| Ben Neumann, Raphael D. Thöne, Christoph Kalkowski                                      | Jewgenij Samjatin: Wir. Hörspielbearbeitung: Ben Neumann, Komposition: Raphael D. Thöne, Regie: Christoph Kalkowski. Jana Schulz, Andreas Pietschmann, Hanns Zischler, SWR-Radio-Sinfonieorchester Stuttgart, Chor Collegium Musicum Baden-Baden, dirigiert von Jonathan Stockhammer                                                                                              | CD       | Der Audio Verlag       |

2015
| Preisträger/in                        | Produktion | Format   | Label             |
| ------------------------------------- | --- | -------- | ----------------- |
| Paul O’Dette, Stephen Stubbs          | Agostino Steffani: Niobe, Regina di Tebe. Philippe Jaroussky, Karina Gauvin u. a. Boston Early Music Festival Orchestra, Paul O’Dette, Stephen Stubbs                                                         | CD       | Erato Records     |
| François-Xavier Roth                  | Igor Strawinsky: Le Sacre du printemps, Pétrouchka. Les Siècles, dirigiert von François-Xavier Roth | CD       | Harmonia Mundi    |
| Ronald Brautigam                      | Ludwig van Beethoven: Sämtliche Klaviersonaten. Ronald Brautigam | CD       | BIS Records       |
| Artemis Quartett                      | Johannes Brahms: Streichquartette c-moll op. 51,1 & B-Dur op. 67. Artemis Quartett | CD       | Erato Records     |
| red fish blue fish                    | Karlheinz Stockhausen: Complete Early Percussion Works. James Avery, Steven Schick, Ensemble »red fish blue fish« u. a.                                                                                       | CD / DVD | Mode Records      |
| Ulrike Janssen & Norbert Wehr (Hrsg.) | Thomas Kling – Die gebrannte Performance. Lesungen von Thomas Kling, Gespräche mit Gabriele Weingartner und Hans Jürgen Balmes. 4 CDs mit Begleitband, Schriftenreihe der Kunststiftung NRW Literatur, Band 5 | CD       | Lilienfeld Verlag |
| Spoon                                 | They Want My Soul | CD       | Anti-             |
| Cool Million                          | Sumthin’ Like This | CD       | SedSoul           |
| Vijay Iyer Trio                       | Break Stuff | CD       | ECM Records       |
| Sebastian Sternal                     | Sternal Symphonic Society: Volume 2 | CD       | Traumton Records  |
| Thorbjørn Risager & The Black Tornado | Too Many Roads | CD       | Ruf Records       |
| Magic Kamancheh                       | Die Streichlauten 1 – Asien. Diverse | CD / DVD | NoEthno           |

2014
| Preisträger/in                   | Produktion | Format | Label              |
| -------------------------------- | --- | ------ | ------------------ |
| Christophe Rousset               | Jean-Baptiste Lully: Phaéton. Emiliano Gonzalez Toro, Ingrid Perruche, Isabelle Druet u. a., Chœur de Chambre de Namur, Les Talens Lyriques, dirigiert von Christophe Rousset | CD     | Harmonia Mundi     |
| Tianwa Yang                      | Pablo de Sarasate: Musik für Violine & Klavier Vol. 1-4. Spanish Dances; Concert Fantasies; Bolero u. a.; Transkriptionen & Arrangements. Tianwa Yang, Markus Hadulla         | CD     | Naxos              |
| Trio Zimmermann                  | Ludwig van Beethoven: Streichtrio Es-Dur op. 3; Serenade D-Dur op. 8. Trio Zimmermann                                                                                         | CD     | BIS Records        |
| Igor Levit                       | Ludwig van Beethoven: The Late Piano Sonatas. Klaviersonaten op. 101, 106, 109, 110 & 111. Igor Levit                                                                         | CD     | Sony               |
| Huelgas Ensemble, Paul van Nevel | Claude Le Jeune: Die Schätze des Claude Le Jeune. Huelgas Ensemble, Paul van Nevel                                                                                            | CD     | Harmonia Mundi     |
| Georges Aperghis                 | Wölfli-Kantata. Neue Vocalsolisten Stuttgart, SWR Vokalensemble Stuttgart, Marcus Creed. Cypres CYP 5625 (Note 1)                                                             | CD     | Cypres             |
| Sound of Heimat                  | Deutschland singt! Ein Film von Arne Birkenstock & Jan Tengeler. Hayden Chisholm, Antistadl, Bobo, Rainer Prüß, Rudi Vodel u. a.                                              | DVD    | Tradewind Pictures |
| Elliott Sharp’s Terraplane       | 4am Always | CD     | Soulfood           |
| Trümmer                          | Trümmer | CD     | PIAS Germany       |
| Elbow                            | The Take Off And Landing Of Everything | CD     | Fiction            |
| Deeyah                           | presents: Iranian Woman. Heilo HCD7269 (Galileo) | CD     | Heilo              |
| Lisbeth Exner & Herbert Kapfer   | Verborgene Chronik 1914. Gelesen von Meike Droste und Wolfgang Condrus, Regie: Ulrich Gerhardt                                                                                | CD     | Der Hörverlag      |

2013
| Preisträger/in                       | Produktion | Format | Label            |
| ------------------------------------ | --- | ------ | ---------------- |
| Vojtech Spurný & Ondřej Havelka      | Giuseppe Scarlatti: Dove è amore è gelosia. Lenka Máčiková, Aleš Briscein, Kateřina Knĕžikova, Jaroslav Březina; Hoforchester Schwarzenberg, Ltg. Vojtech Spurný, Regie: Ondřej Havelka                                                                                           | DVD    | Naxos            |
| Cecilia Bartoli                      | Vincenzo Bellini: Norma. Cecilia Bartoli, Sumi Jo, John Osborn, Michele Pertusi, Orchestra La Scintilla, dirigiert von Giovanni Antonini | CD     | Decca Records    |
| Julia Lezhneva                       | »Alleluia«. Solo-Motetten von Antonio Vivaldi, Nicola Porpora, Georg Friedrich Händel und Wolfgang Amadeus Mozart. Julia Lezhneva, Il Giardino Armonico, Leitung: Giovanni Antonini                                                                                               | CD     | Decca Records    |
| Alfred Cortot                        | Anniversary Edition | CD     | EMI              |
| Frank Peter Zimmermann               | Paul Hindemith: Violinkonzert (1939), Sonate für Violine Solo op. 31,2, Sonate für Violine und Klavier op. 11,1, Sonate in E, Sonate in C. Frank Peter Zimmermann, Enrico Pace, RSO Frankfurt, Paavo Järvi                                                                        | CD     | BIS Records      |
| June Tabor, Iain Ballamy, Huw Warren | Quercus | CD     | ECM Records      |
| Peter Brötzmann                      | Long Story Short | CD     | Trost Records    |
| Rokia Traoré                         | Beautiful Africa | CD     | Out Here Records |
| Julia Holter                         | Loud City Song | CD     | Domino           |
| Bob Dylan                            | Another Self Portrait. The Bootleg Series Vol. 10 | CD     | Columbia Records |
| James Joyce: Ulysses                 | Vollständige Lesung. Mit u. a. Burghart Klaußner, Axel Milberg, Corinna Kirchhoff, Hanns Zischler, Peter Matic, Frank Arnold, Anna Thalbach, Ulrich Noethen, Gerd Wameling, Edith Clever, Ulrich Matthes, Matthias Brandt, Wolfram Koch, Heikko Deutschmann, Regie: Ralph Schäfer | CD     | Der Hörverlag    |

2012
| Preisträger/in                          | Produktion | Format   | Label                                 |
| --------------------------------------- | --- | -------- | ------------------------------------- |
| The Sibelius Edition                    | Jean Sibelius: Sämtliche Werke. Lahti Symphony Orchestra, Gothenburg Symphony Orchestra, Jubilate Choir, YL Male Voice Choir, Anne Sofie von Otter, Monika Gropp, Leonidas Kavakos, Jaakko Kuusisto, Folke Gräsberg, Tempera Quartett, Neeme Järvi u. a. | CD       | BIS Records                           |
| Krassimira Stoyanova                    | Slavic Opera Arias. Arien aus Opern von Peter Tschaikowsky, Bedrich Smetana, Nikolai Rimsky-Korsakov, Veselin Stoyanov, Parashkev Hadjiev u. a. Krassimira Stoyanova, Münchner Rundfunkorchester, Pavel Baleff                                           | CD       | Orfeo                                 |
| Ensembles Diabolus in Musica & La Morra | Johannes Ciconia: Opera Omnia – Sämtliche Werke. Ensemble Diabolus in Musica, Antoine Guerber; Ensemble La Morra, Corina Martí, Michal Gondko | CD       | Ricercar                              |
| Hilary Hahn & Valentina Lisitsa         | Charles Ives: Vier Violinsonaten. Hilary Hahn, Valentina Lisitsa | CD       | Deutsche Grammophon                   |
| Kristian Bezuidenhout                   | Wolfgang Amadeus Mozart: Klaviermusik Vol. 3. Sonate B-Dur KV 433; Sonate F-Dur KV 332; Variationen F-Dur KV 613; Fantasie c-Moll KV 396. Kristian Bezuidenhout                                                                                          | CD       | Harmonia Mundi                        |
| L’Art pour L’Art                        | Haltbar gemacht. Kompositionsklasse des Ensembles L’Art pour L’Art. Ensemble L’Art pour L’Art | CD / DVD | Nurnichtnur Kunst und Musikproduktion |
| Peter Rosen                             | Shadows in Paradise. Hitler’s Exiles in Hollywood. Ein Film von Peter Rosen | DVD      | Euroarts                              |
| Michael Riessler                        | Big Circle | CD       | Intuition Records                     |
| Bill Callahan                           | Apocalypse | CD       | Drag City                             |
| Gotye                                   | Making Mirrors | CD       | Vertigo Records                       |
| Frank Ocean                             | Channel Orange. Def Jam/Island 287 1567 (Universal) | CD       | Island Def Jam Music Group            |
| Harry Rowohlt                           | Mark Twain: Meine geheime Autobiographie. Gelesen von Harry Rowohlt | CD       | Random House Audio                    |

2011
| Preisträger/in                                | Produktion | Format | Label             |
| --------------------------------------------- | --- | ------ | ----------------- |
| San Francisco Symphony                        | Keeping Score, revealing classical music: Mahler – Origins and Legacy, created by Michael Tilson Thomas with the San Francisco Symphony                                                                             | DVD    | SFS media         |
| Daniel Sepec                                  | Heinrich Ignaz Franz von Biber: Rosenkranzsonaten. Daniel Sepec, Hille Perl, Lee Santana, Michael Behringer | CD     | Coviello Classics |
| Marc-André Hamelin                            | 12 Études in All the Minor Keys. Marc-André Hamelin, Klavier | CD     | Hyperion Records  |
| Auryn-Quartett                                | Joseph Haydn: Sämtliche Streichquartette. Auryn-Quartett | CD     | Tacet             |
| Eric Schulz                                   | Carlos Kleiber: Traces to Nowhere. Regie: Eric Schulz, Produktion: Servus TV | DVD    | Arthaus Musik     |
| Daniel Kahn & The Painted Bird                | Lost Causes | CD     | Oriente Musik     |
| Das Kapital                                   | Ballads & Barricades – Das Kapital plays Hanns Eisler. Edward Perraud, Daniel Erdmann, Hasse Poulsen | CD     | Wizmar Records    |
| Iiro Rantala                                  | Lost Heroes | CD     | ACT               |
| James Blake                                   | James Blake | CD     | Polydor           |
| Caribou                                       | Swim | CD     | City Slang        |
| Peter Matić                                   | Marcel Proust: Auf der Suche nach der verlorenen Zeit – Gesamtausgabe. Peter Matić | CD     | Der Hörverlag     |
| Frank Gustavus, Markus Langer, Cornelia Weber | Kuckuck, Krake, Kakerlake: Das etwas andere Tierhörbuch. Regie: Frank Gustavus, Markus Langer, Cornelia Weber. Übersetzung aus dem Niederländischen: Meike Blatnik. CD, Oetinger audio 0519, ISBN 978-3-8373-0519-7 | CD     | Oetinger Audio    |

2010
| Preisträger/in                                                            | Produktion | Format | Label                 |
| ------------------------------------------------------------------------- | --- | ------ | --------------------- |
| Masaaki Suzuki, Bach Collegium Japan                                      | Johann Sebastian Bach: »Motetten« – BWV 225-230. Bach Collegium Japan, Masaaki Suzuki                                                                                    | CD     | BIS Records           |
| Christian Gerhaher, Gerold Huber                                          | Gustav Mahler: »Lieder«, Christian Gerhaher (Bariton), Gerold Huber (Klavier)                                                                                            | CD     | RCA Records           |
| Charles Mackerras                                                         | Antonín Dvořák: »Symphonische Dichtungen«. Czech Philharmonic Orchestra, Charles Mackerras                                                                               | CD     | Supraphon             |
| Rafał Blechacz                                                            | Frédéric Chopin: Klavierkonzert Nr. 1 e-moll op. 11; Klavierkonzert Nr. 2 f-moll op. 21. Rafał Blechacz (Klavier), Royal Concertgebouw Orchestra, Jerzy Semkow (Ltg.)    | CD     | Deutsche Grammophon   |
| Eric Le Sage                                                              | Robert Schumann: Sämtliche Klavierwerke und Kammermusik mit Klavier. Eric Le Sage (Klavier) u. a. Alpha CD 098 u. a. – neun Einzelfolgen (Note 1)                        | CD     | Alpha Productions     |
| hr-Bigband                                                                | »Money Jungle« – Ellington Re-orchestrated. hr-Bigband | CD     | hr-music              |
| Dave Liebman                                                              | Turnaround. The Music of Ornette Coleman | CD     | Jazzwerkstatt Records |
| Johnny Cash                                                               | American VI: Ain’t no grave | CD     | American Recordings   |
| Joanna Newsom                                                             | Have One on Me | CD     | Drag City             |
| Owen Pallett                                                              | »Heartland« | CD     | Domino Records        |
| SONDERPREIS: Eduard Steuermann, Erika Haase, Carmen Piazzini, Thomas Hell | »Hommage à Steuermann« – Klavierwerke von Schönberg und Steuermann. Eduard Steuermann (Klavier), Erika Haase (Klavier), Carmen Piazzini (Klavier), Thomas Hell (Klavier) | CD     | Tacet                 |

2009
| Preisträger/in                                       | Produktion | Format | Label                        |
| ---------------------------------------------------- | --- | ------ | ---------------------------- |
| Mozart: Idomeneo / René Jacobs                       | Wolfgang Amadeus Mozart: Idomeneo. Richard Croft, Bernarda Fink, Sunhae Im, Alexandrina Pendatchanska, Kenneth Tarver, Nicolas Rivenq, Luca Tittoto; Freiburger Barockorchester, RIAS Kammerchor, René Jacobs | CD     | Harmonia Mundi               |
| Purcell: Dido & Aeneas / Sasha Waltz                 | Henry Purcell: Dido und Aeneas. Aurore Ugolin, Deborah York, Reuben Millcox, Vocal Consort Berlin, Sasha Waltz und Gäste, Akademie für Alte Musik, Attilio Cremonesi | DVD    | Arthaus Musik                |
| Messiaen: Orchesterwerke / Sylvain Cambreling        | Olivier Messiaen: Sämtliche Werke für Orchester. Yvonne Naef, Roger Muraro, Valérie Hartmann-Claverie, Ondes Martenot, Florent Boffard, SWR Sinfonieorchester Baden-Baden und Freiburg, Sylvain Cambreling | CD     | Hänssler Classic             |
| J.S. Bach: Sämtliche Orgelwerke / Gerhard Weinberger | Johann Sebastian Bach: Sämtliche Werke für Orgel. Gerhard Weinberger an 23 historischen Orgeln | CD     | classic production osnabrück |
| Der Jazz in Deutschland                              | Vol. 1: Vom Cakewalk zum Jazz; Vol. 2: Die Swing-Jahre; Vol. 3: Ein frischer Wind; Vol. 4: Vom Jazz in Deutschland zum deutschen Jazz | CD     | Bear Family Records          |
| »Onder de groene linde«                              | 163 mündlich überlieferte niederländische Balladen, herausgegeben von Louis Peter Grijp & Ineke van Beersum. Diverse Interpreten | DVD    | Music & Words                |
| Jon Balke                                            | Siwan. Amina Alaoui, Jon Hassell, Kheir Eddine M’Kachiche, Jon Balke, Helge Andreas Norbakken, Pedram Khavar Zamini, Barockensemble, Bjarte Eike | CD     | ECM Records                  |
| Marianne Faithfull                                   | Easy Come, Easy Go | CD     | Naïve Records                |
| Katharina Nuttall                                    | Cherry Flavour Substitute. Frances CD03 (Cargo) | CD     | Frances Records              |
| Lauter Lyrik. Der Hör-Conrady                        | Die große Sammlung deutscher Gedichte. Mit den Stimmen von Donata Höffer, Sandra Hüller, Sophie Rois, Corinna Kirchhoff, Rosel Zech, Christian Brückner, Matthias Habich, Sebastian Rudolph, Alexander Khuon, Jürgen Hentsch, Jürgen Holtz, Ulrich Matthes, Samuel Weiss, Hanns Zischler und Karl Otto Conrady                                                                                  | CD     | Patmos                       |
| SONDERPREIS: Jordi Savall – Jerusalem                | Jerusalem – Die Stadt der zwei Frieden (La Ville des deux Paix). Montserrat Figueras, Lior Elmalich, Mufahak Shahin Khalil, Yair Dalal, Razmik Amyan, Marc Mauillon, Begoña Olavide, Lluis Vilamajó, Omar Bashir, Andrew Lawrence-King, Gaguik Mouradian; Ensembles: Al-Darwish (Groupe Sufi de Galilea), Hespèrion XXI, La Capella Reial de Catalunya, Les Trompettes de Jéricho, Jordi Savall | CD     | Alia Vox                     |

2008
| Preisträger/in                               | Produktion | Format | Label                 |
| -------------------------------------------- | --- | ------ | --------------------- |
| Haydn: Il ritorno di Tobia / Andreas Spering | Joseph Haydn: Il ritorno di Tobia. Roberta Invernizzi, Sophie Karthäuser, Ann Hallenberg, Anders J. Dahlin, Nikolay Borchev, VokalEnsemble Köln, Capella Augustina, Andreas Spering. Produktion: Wolfgang Mitlehner; Aufnahme: Deutschlandfunk | CD     | Naxos                 |
| Martin: Le vin herbé / Daniel Reuss          | Frank Martin: Le vin herbé. Sandrine Piau, Steve Davislim, Jutta Böhnert, RIAS Kammerchor, Scharoun-Ensemble, Daniel Reuss. Produktion: Jean Cuillerier, Deutschlandradio Berlin; Aufnahme: Florian Schmidt, Thomas Monnerjahn | CD     | Harmonia Mundi France |
| Christine Schäfer: Apparition                | Werke von Henry Purcell und George Crumb. Christine Schäfer, Eric Schneider. Produktion: Christine Schäfer, Paul Moseley; Aufnahme: Christoph Franke, Julian Schwenkner | CD     | Onyx                  |
| Marc-André Hamelin: in a state of jazz       | Werke von Friedrich Gulda, Nikolai Kapustin, Alexis Weissenberg und George Antheil. Produktion: Simon Perry, Michael Spring; Aufnahme: Simon Eadon, Andrew Keener | CD     | Hyperion Records      |
| James Dillon: Traumwerk                      | Book I for Violin Duo. Ein Film von Johan Ramström, Duo Gelland (Cecilia und Martin Gelland), Produktion: LyriconMusicProduction HB, Man on Green; Aufnahme: Martin Gelland | DVD    | nosag                 |
| Céu                                          | Céu, Beto Villares, Pepe Cisneros, Maurício Alves, DJ Marco. Produktion: Antônio Pinto; Aufnahme: Beto Villares. Six Degrees/Exil Musik 90 403-2 (Indigo) | CD     | O+ Music              |
| Hercules and Love Affair                     | Andrew Butler, Kim Ann Foxman, Kevin Barker, Tim Goldsworthy, Andrew Raposo, Morgan Wiley, Antony Hegarty. Produktion: Andrew Butler, Tim Goldsworthy; Aufnahme: Eric Broucek | CD     | DFA Records           |
| Die Burg Waldeck Festivals 1964 –1969        | Chansons Folklore International. Franz Josef Degenhardt, Reinhard Mey, Shirley Hart, Colin Wilkie u. v. a. Begleitbuch: Michael Kleff; Produzent: Arbeitsgemeinschaft Burg Waldeck e.V. (Eine Kooperation mit der Arbeitsgemeinschaft Burg Waldeck e.V. und die tageszeitung); Aufnahme: Helm König und Partner                                        | CD     | Bear Family Records   |
| Elsa Sophia von Kamphoevener                 | Das Lachen der Scheherazade. Das Hörwerk. Herausgeber: Robert Galitz, Antonia Renner, Kurt Kreiler, Katharina Theml; Aufnahme: verschiedene ARD-Rundfunkanstalten | CD     | Zweitausendeins       |
| Hörbuch-Reihe: Länder hören                  | China, Japan, Niederlande, Russland, Ungarn, Israel, Frankreich, Türkei, Deutschland, u. a. Sprecher: Rolf Becker, Dietmar Mues, Ercan Durmaz; Produktion: Corinna Hesse, Antje Hinz; Aufnahme: Andreas Fuderer, Björn Kempcke | CD     | Silberfuchs-Verlag    |
| SONDERPREIS: Walter Felsenstein Edition      | Fidelio, Das schlaue Füchslein, Don Giovanni, Otello, Hoffmanns Erzählungen, Ritter Blaubart, Die Hochzeit des Figaro (Opernfilme und verfilmte Aufführungen). Chor und Orchester der Komischen Oper Berlin u. a., verschiedene Solisten und Dirigenten. Regie: Walter Felsenstein; Produktion: Arthaus Musik und Erbengemeinschaft Walter Felsenstein | DVD    | Arthaus Musik         |

2007
| Preisträger/in                                      | Produktion | Format   | Label                  |
| --------------------------------------------------- | --- | -------- | ---------------------- |
| Die Deutsche Kammerphilharmonie Bremen, Paavo Järvi | Ludwig van Beethoven: Sinfonie Nr. 3 Es-Dur op. 55 »Eroica« und Nr. 8 F-Dur op. 93. SACD, Sony BMG/RCA Red Seal 88697 00655 2                         | CD       | Sony                   |
| Joseph Keilberth – Wagners Ring, Bayreuth 1955      | Der Ring des Nibelungen (Mitschnitt der Bayreuther Festspiele 1955). Solisten, Chor und Orchester der Bayreuther Festspiele, Joseph Keilberth         | CD       | Testament Records      |
| Luciano Berio                                       | The Complete Sequenzas, Alternate Sequenzas & Works for Solo Instruments. Diverse Solisten                                                            | CD       | Mode Records           |
| Lars Vogt & Friends                                 | Spannungen – Musik im Kraftwerk Heimbach. Kammermusik von Berg, Boutry, Dean, Haydn, Hindemith, Messiaen, Mozart, Schönberg u. a. Lars Vogt & Friends | CD       | CAvi-music             |
| Michael Brecker                                     | Pilgrimage | CD       | Heads Up International |
| Miroslav Vitous                                     | Universal Syncopations II | CD       | ECM Records            |
| The Good, The Bad & The Queen                       | The Good, The Bad & The Queen | CD       | Parlophone             |
| Concha Buika                                        | Mi Niña Lola | CD       | DRO Atlantic           |
| Uli Führe & Markus Manfred Jung                     | Ikarus – ein alemannischer Zyklus | CD       | www.fuehre.de          |
| Johann Wolfgang von Goethe: Torquato Tasso          | Hörspielfassung ORF Salzburg von 1961 und Video-Aufzeichnung NDR der Bremer Inszenierung von 1969                                                     | CD / DVD | Edition Mnemosyne      |

2006
| Preisträger/in                              | Produktion | Format   | Label               |
| ------------------------------------------- | --- | -------- | ------------------- |
| Mozart: La clemenza di Tito / René Jacobs   | Wolfgang Amadeus Mozart: La clemenza di Tito Solisten, RIAS-Kammerchor, Freiburger Barockorchester, René Jacobs                                              | CD       | Harmonia Mundi      |
| Krystian Zimerman & Simon Rattle            | Johannes Brahms: Klavierkonzert Nr. 1 Krystian Zimerman, Berliner Philharmoniker, Simon Rattle                                                               | CD       | Deutsche Grammophon |
| Schostakowitsch: Sinfonien / Mariss Jansons | Dmitri Schostakowitsch: Sämtliche Sinfonien. Mariss Jansons, diverse Orchester                                                                               | CD       | EMI Classics        |
| Carolin Widmann                             | Reflections I. Werke von Pierre Boulez, Salvatore Sciarrino, Jörg Widmann und Eugène Ysaÿe                                                                   | CD       | Telos Music Records |
| Geir Lysne Listening Ensemble               | Boahjenásti – The North Star. Werke von Geir Lysne, Johan Sara                                                                                               | CD       | ACT                 |
| Manu Katché                                 | Neighbourhood. Manu Katché, Tomasz Stanko, Jan Garbarek, Marcin Wasilewski und Slawomir Kurkiewicz                                                           | CD       | ECM Records         |
| Billy Bragg                                 | Volume I | CD / DVD | Cooking Vinyl       |
| Rhythm is it!                               | Berliner Philharmoniker, Simon Rattle, Royston Maldoom u. a. Regie: Thomas Grube, Enrique Sánchez Lansch; Produktion: Thomas Grube, Uwe Dierks, Andrea Thilo | DVD      | Boomtown Media      |
| Marvi Hämmer                                | Entdecke die Welt ... and get into English! Volume 1 – 9. Buch und Regie: Volker Präkelt                                                                     | CD       | Der Hörverlag       |
| Ror Wolf                                    | Gesammelte Fußballhörspiele | CD       | Intermedium records |

2005
| Preisträger/in                                        | Produktion | Format | Label                  |
| ----------------------------------------------------- | --- | ------ | ---------------------- |
| Vivaldi: Orlando furioso / Jean-Christophe Spinosi    | Antonio Vivaldi: Orlando furioso Dramma per musica in tre atti RV 728. Marie-Nicole Lemieux, Jennifer Larmore, Veronica Cangemi, Philippe Jaroussky, Lorenzo Regazzo, Ann Hallenberg, Blandine Staskiewicz, Chœur »Les Eléments«, Ensemble Matheus, Jean-Christophe Spinosi. Produktion: Hervé Boissière, Aufnahme: Jean-Pierre Loisil                                                                                            | CD     | Naïve Records          |
| András Schiff & Miklós Perényi                        | Ludwig van Beethoven – Complete Music for Piano and Violoncello András Schiff, Miklós Perényi – Sonaten op. 5, 17, 69, 102; Variationen WoO 45, WoO 66, op. 66. Produktion: Manfred Eicher, Aufnahme: Stephan Schellmann | CD     | ECM Records            |
| Mahler: Sinfonien / Riccardo Chailly                  | Gustav Mahler – Sämtliche Sinfonien Royal Concertgebouw Orchestra, Amsterdam (Nr. 1–9), Radio-Symphonie-Orchester Berlin (Nr. 10), Riccardo Chailly. Produktion und Aufnahme: Andrew Cornall, Paul Myers | CD     | Decca Records          |
| Strawinsky: Le Rossignol / Christian Chaudet          | Igor Strawinsky: Le Rossignol Ein Film von Christian Chaudet. Natalie Dessay, Marie McLaughlin, Violeta Urmana, Vsevolod Grivnov, Albert Schagidullin, Laurent Naouri, Maxime Mikahilov, Hugo Simcic, Orchestre et Chœurs de l’Opéra National de Paris, James Conlon. Videoproduktion: Dominique Barneaud / Agat Films & Cie / Arte France / Mikros Image. Audioproduktion: Alain Lanceron (Radio France). Aufnahme: Daniel Zalay | DVD    | Virgin Classics        |
| Ensemble Recherche                                    | In Nomine. The Witten In Nomine Broken Consort Book. Produktion: Harry Vogt (WDR Köln) / Kairos Musikproduktion. Aufnahme: Stephan Han, Francois Eckert, Wolfgang Müller | CD     | Kairos Musikproduktion |
| Albert Ayler: Holy Ghost                              | Rare & Unissued Recordings (1962–70) | CD     | Revenant Records       |
| Martin Scorsese präsentiert The Blues                 | Eine Reise zu den Wurzeln des Blues | DVD    | MC One                 |
| Blowing The Fuse                                      | R&B Classics That Rocked the Jukebox in ... Vol. 1–11: 1945–1955 Produktion: Dave »Daddy Cool« Booth | CD     | Bear Family Records    |
| Gottfried Benn – Das Hörwerk 1928–1956                | Lyrik, Prosa, Essays, Vorträge, Hörspiele, Interviews, Rundfunkdiskussionen Herausgegeben von Robert Galitz, Kurt Kreiler und Martin Weinmann | CD     | Zweitausendeins        |
| Andrea Hensgen: Darf ich bleiben, wenn ich leise bin? | Sprecher: Peter Lieck, James Cotterell Produktion: Rudi Mika, Ton / Regie / Technik: Theresia Singer, Ralf Kiwit | CD     | Igel-Records           |

2004
| Preisträger/in                                    | Produktion | Format | Label                       |
| ------------------------------------------------- | --- | ------ | --------------------------- |
| Beethoven: Streichquartette / Gewandhaus-Quartett | Ludwig van Beethoven. Die Streichquartette. Gewandhaus-Quartett. Produktion: Klaus Feldmann. Aufnahme: Eberhard Geiger, Maria Suschke | CD     | NCA                         |
| Cecilia Bartoli: The Salieri Album                | Antonio Salieri. The Salieri Album. Cecilia Bartoli, Orchestra of the Age of Enlightenment, Adam Fischer. Produktion: Andrew Cornall, Aufnahme: Arend Prohmann | CD     | Decca Records               |
| Bartók / Nikolaus Harnoncourt                     | Belá Bartók. Musik für Saiteninstrumente, Schlagzeug und Celesta; Divertimento für Streichorchester. Chamber Orchestra of Europe, Nikolaus Harnoncourt. Produktion: Christian Leins, Aufnahme: Friedemann Engelbrecht | CD     | RCA Records                 |
| Ives / Pierre-Laurent Aimard & Susan Graham       | Charles Ives. Klaviersonate Nr. 2, »Concord«; Lieder. Pierre-Laurent Aimard, Susan Graham, Tabea Zimmermann, Emmanuel Pahud. Produktion: Matthew Cosgrove, Aufnahme: Christoph Claßen | CD     | Warner                      |
| Luigi Nono / André Richard                        | Io, frammento da Prometeo; Das atmende Klarsein Katia Plaschka, Petra Hoffmann, Monika Bair-Ivenz, Roberto Fabbriciani, Ciro Scarponi, Solistenchor Freiburg, Experimentalstudio der Heinrich-Strobel-Stiftung des SWR, André Richard. Produktion: Wulf Weinmann; Armin Köhler, SWR Baden-Baden. Aufnahme: Bernhard Mangold-Märkel | CD     | col legno                   |
| Johnny Cash                                       | Unearthed Produktion: Rick Rubin, Aufnahme: Richard Dodd, David Ferguson, Sylvia Massey, D. Sardy, David Schiffman | CD     | American Recordings         |
| Ryan Adams                                        | Love is Hell Produktion: John Porter, Ryan Adams, Aufnahme: Joe McGrath, Tom Schitck | CD     | Lost Highway/UMG Recordings |
| Aki Takase                                        | Plays »Fats« Waller mit Eugene Chadbourne, Nils Wogram, Rudi Mahall, Thomas Heberer, Paul Lovens. Produktion: Werner Aldinger, Aufnahme: Hrôlfur Vagnsson | CD     | Enja                        |
| Solomon & Socalled                                | Hiphopkhasene mit David Krakauer, Michael Alpert, Frank London, Smadj, Zev Feldman. Produktion: Sophie Solomon, Aufnahme: Hartley Weinberg | CD     | Piranha                     |
| Arno Schmidt                                      | Nachrichten von Büchern und Menschen. Elf originale Radio-Essays Produktion: Süddeutscher Rundfunk, 1955-1961 | CD     | cpo                         |

2003
| Preisträger/in                                               | Produktion | Format | Label               |
| ------------------------------------------------------------ | --- | ------ | ------------------- |
| Händel: Deidamia / Alan Curtis                               | Georg Friedrich Händel: Deidamia Simone Kermes, Anna Bonitatibus, Dominique Labelle, Anna Maria Panzarella, Furio Zanasi, Antonio Abete; Il Complesso Barocco, Alan Curtis. Produktion: Laurence Haym, Virgin Classics; Tonmeister: Valter B. Neri Virgin Veritas 5 45 550-2 (3 CD), Vertrieb: EMI          | CD     | Virgin Records      |
| Beethoven: Violinsonaten / Augustin Dumay & Maria João Pires | Beethoven – sämtliche Violinsonaten Augustin Dumay, Maria João Pires. Aufnahmeleitung: Helmut Burk | CD     | Deutsche Grammophon |
| Berlioz / Marc Minkowski                                     | Hector Berlioz: Symphonie fantastique; Herminie Aurélia Legay, Mahler Chamber Orchestra, Les Musiciens du Louvre, Marc Minkowski. Produktion: Arend Prohmann, Tonmeister: Gernot von Schultzendorff | CD     | Deutsche Grammophon |
| György Kurtág – Signs, Games and Messages                    | Hölderlin-Gesänge … pas à pas – nulle part … Kurt Widmer, Hiromi Kikuchi, Ken Hakii, Stefan Metz, Mircea Ardeleanu. Produktion: Manfred Eicher, Tonmeister: Markus Heiland | CD     | ECM Records         |
| Die Orgeln von Gottfried Silbermann Vol. 1–8                 | Werke von Johann Sebastian Bach, Johann Pachelbel, Friedrich Wilhelm Marpurg u. a. Ewald Kooiman, Felix Friedrich, Jean Ferrard, Martin Haselböck, Ulrich Böhme, Wolfgang Baumgratz, Dietrich Wagler, Hansjürgen Scholze. Produktion: Klaus-Jürgen Kamprad; Aufnahmeleitung: Christian Frank, Thomas Ratzak | CD     | Querstand           |
| Aimee Mann                                                   | Lost in Space. Produktion: Michael Lockwood | CD     | Super Ego Records   |
| Wayne Shorter                                                | Alegría. Mit Danilo Perez, Brad Mehldau, John Patitucci, Brian Blade. Produktion: Robert Sadin; Aufnahmeleitung: Clark Germain | CD     | Verve Records       |
| Walter Moers / Dirk Bach                                     | Walter Moers. Die 13 Leben des Käpt’n Blaubär. Gelesen von Dirk Bach. Produktion: Hessischer Rundfunk; Regie: Claudia Gehre, Thomas Krüger | CD     | Lido                |

2002
| Preisträger/in                                                    | Produktion | Format | Label                 |
| ----------------------------------------------------------------- | --- | ------ | --------------------- |
| Monteverdi: Selva morale / Konrad Junghänel                       | Claudio Monteverdi: Selva morale e spirituale. Cantus Cölln, Concerto Palatino, Konrad Junghänel. Aufnahmeleitung: Andreas Neubronner, Markus Heiland | CD     | Harmonia Mundi France |
| Vivica Genaux – Arias for Farinelli                               | Arien von Nicola Antonio Porpora, Johann Adolph Hasse, Riccardo Broschi, Geminiano Giacomelli; Baldassare Galuppi: Concerto à 4 c-Moll. Vivica Genaux (Sopran). Akademie für Alte Musik Berlin, René Jacobs. Produktion: harmonia mundi s. a. Aufnahmeleitung: Martin Sauer                    | CD     | Harmonia Mundi France |
| Reger: Das Klavierwerk / Markus Becker                            | Max Reger: Das Klavierwerk. Vol. 1–12. Markus Becker, Klavier. Produktion: Thorofon/Bella Musica Edition in Zusammenarbeit mit dem NDR Hannover. Aufnahmeleitung: Bernhard Hanke | CD     | Thorofon              |
| Cage: Piano Music / Steffen Schleiermacher                        | John Cage: Complete Piano Music Vol. 1–10. Steffen Schleiermacher, Josef Christof (in Vol. 5). Produktion: Werner Dabringhaus und Reimund Grimm. Aufnahmeleitung: Friedrich Wilhelm Rödding | CD     | MDG Scene             |
| Lachenmann: Das Mädchen mit den Schwefelhölzern / Lothar Zagrosek | Helmut Lachenmann: Das Mädchen mit den Schwefelhölzern Elizabeth Keusch, Sarah Leonard, Salome Kammer, Ensemble der Staatsoper Stuttgart, Lothar Zagrosek. Produktion: Staatsoper Stuttgart in Zusammenarbeit mit Festival d’automne à Paris und BBC Radio 3. Aufnahmeleitung: Andreas Priemer | CD     | KAIROS                |
| Esbjörn Svensson Trio                                             | E.S.T. Esbjörn Svensson Trio: Strange Place for Snow Produktion: Superstudio Gul. Aufnahmeleitung: Janne Hansson / Åke Linton | CD     | ACT                   |
| David Krakauer’s Klezmer Madness                                  | The Twelve Tribes Produktion: Pierre Walfisz. Aufnahmeleitung: Philippe Teissier du Cros | CD     | Label Bleu            |
| Gianluigi Trovesi & WDR Big Band                                  | Dedalo. Produktion: Matthias Winckelmann (enja) und Ulrich Kurth (WDR). Aufnahmeleitung: Christian Cluxen. Schnitt: Ruth Witt | CD     | Enja                  |
| The Notwist                                                       | Neon Golden Produktion: Galore. Aufnahmeleitung/Schnitt: Mario Thaler & O.L.A.F. Opal | CD     | City Slang            |
| Filmmusiken in Partitur-Rekonstruktionen von John W. Morgan       | Moscow Symphony Orchestra, William T. Stromberg u. a. Produktion: Betta International u. a. Aufnahmeleitung: Edvard Shakhnazarian, Vitaly Ivanov u. a. | CD     | Marco Polo            |

2001
| Preisträger/in                                   | Produktion | Format | Label              |
| ------------------------------------------------ | --- | ------ | ------------------ |
| Traetta: Antigona / Christophe Rousset           | Tommaso Traetta: Antigona Maria Bayo, Anna Maria Panzarella, Carlo Vincenzo Allemano, Laura Polverelli, Gilles Ragon, Choeur de Chambre Accentus, Les Talens Lyriques, Christophe Rousset | CD     | Decca Records      |
| Mahler: 10. Symphonie / Sir Simon Rattle         | Gustav Mahler: 10. Symphonie. Berliner Philharmoniker, Sir Simon Rattle | CD     | EMI Classics       |
| The Complete Songs of Franz Schubert (Vol. 1–40) | Graham Johnson, Klavier / verschiedene Sänger | CD     | Hyperion Records   |
| Strawinsky: Le Sacre du Printemps / Fazil Say    | Igor Strawinsky: Le Sacre du Printemps – Klavierfassung für 4 Hände Fazil Say (Bösendorfer Computerflügel) | CD     | Teldec             |
| Henze / Ian Bostridge & Julius Drake             | Hans Werner Henze:Sechs Gesänge aus dem Arabischen; Drei Lieder nach Auden. Ian Bostridge (Tenor), Julius Drake (Klavier) | CD     | EMI Classics       |
| Werner Pieper: Flashbacks Vol. 1 bis 6           | Vol. 1: 1917-1944 – High & Low: Drug Songs (US-0275) Vol. 2: 1914-1946 – Crazy & Obscure: NoveltySongs (US-0276) Vol. 3: 1926-1940 – Hot & Sexy: Copulation Blues (US-0277) Vol. 4: 1927-1946 – Heartbreakers: Blue & Lonely (US-0278) Vol. 5: 1926-1946 – Gospel & Prayers: Halleluja (US-0279) Vol. 6: 1933-1947 – American War Songs: Hitler & Hell (US-0280) | CD     | Trikont            |
| Nelly Furtado                                    | Whoa, Nelly! | CD     | Dreamworks/SKG     |
| Travis                                           | The Invisible Band | CD     | Independiente-Epic |
| Trygve Seim                                      | Different Rivers | CD     | ECM Records        |

2000
| Preisträger/in                                    | Produktion | Format | Label                 |
| ------------------------------------------------- | --- | ------ | --------------------- |
| Busoni: Faust / Kent Nagano                       | Ferruccio Busoni: Doktor Faust Dietrich Fischer-Dieskau, Dietrich Henschel, Markus Hollop, Kim Begley, Torsten Kerl, Eva Jenis, Detlef Roth, William Dazeley; Choeur du Grand Théâtre de Genève, Choeur et Orchestre de l’Opéra National de Lyon, Kent Nagano | CD     | Erato                 |
| J.S. Bach: Matthäus-Passion / Philippe Herreweghe | Johann Sebastian Bach: Matthäus-Passion BWV 244 Ian Bostridge, Franz-Josef Selig, Sibylla Rubens, Andreas Scholl, Werner Güra, Dietrich Henschel, Schola Cantorum Cantate Domino, Choeur et Orchestre du Collegium Vocale Gent, Philippe Herreweghe           | CD     | Harmonia Mundi France |
| Byrd: Keyboard Music / Davitt Moroney             | William Byrd: The Complete Keyboard Music Davitt Moroney (Cembalo, Virginal, Orgel, Positiv, Clavichord) | CD     | Hyperion Records      |
| Esquisses Hébraïques / Dieter Klöcker             | Esquisses Hébraïques: Clarinet Quintets on Jewish Themes Dieter Klöcker, Klarinette. Vlach Quartet Prag | CD     | cpo                   |
| Complete Webern / Pierre Boulez                   | Anton Webern: Das Gesamtwerk Christiane Oelze, Gerald Finley, Francoise Pollet, Eric Schneider, Krystian Zimerman, Gidon Kremer, BBC Singers, Emerson String Quartet, Berliner Philharmoniker, Cleveland Orchestra, Ensemble InterContemporain, Pierre Boulez | CD     | Deutsche Grammophon   |
| Tomasz Stanko                                     | From The Green Hill | CD     | ECM Records           |
| Steely Dan                                        | Two Against Nature | CD     | Giant Records         |
| Kroke                                             | The Sounds of the Vanishing World | CD     | Oriente Musik         |
| The Raga Guide – A Survey of 74 Hindustani Ragas  | Joep Bor (Herausgeber), Suvarnalata Rao, Wim van der Meer und Jane Harvey (Co-Autoren), Hariprasad Chaurasia (Flöte), Buddhadev DasGupta (Sarod), Shruti Sadolikar-Katkar, Vidyadhar Vyas (Gesang)                                                            | CD     | Nimbus                |
| Saint-Exupéry: Der kleine Prinz / Ulrich Mühe     | Antoine de Saint-Exupéry: Der kleine Prinz Erzählt von Ulrich Mühe, Musik: Jürgen Treyz | CD     | Patmos                |
| SONDERPREIS: Jean-Luc Godard                      | Histoire(s) du cinéma | CD     | ECM Records           |
| SONDERPREIS: Artemis Quartett                     | Ludwig van Beethoven: Quartette op. 59, 3 und op. 132 | CD     | Ars Musici            |

1999
| Preisträger/in                                                    | Produktion                                                                                            | Format | Label                |
| ----------------------------------------------------------------- | --- | ------ | -------------------- |
| Mozart: Così fan tutte – René Jacobs                              | Wolfgang Amadeus Mozart, René Jacobs, Concerto Köln, Kölner Kammerchor – Così Fan Tutte               | CD     | Harmonia Mundi       |
| Beethoven: Sinfonien – David Zinman                               | Beethoven: Sinfonien – David Zinman                                                                   | CD     | Arte Nova            |
| Dvorák: Rusalka – Charles Mackerras                               | Antonín Dvořák: Rusalka                                                                               | CD     | Decca Records        |
| Maurice Ravel: Klavierkonzerte – Krystian Zimerman, Pierre Boulez | Maurice Ravel, Krystian Zimerman, Pierre Boulez – The Piano Concertos, Valses Nobles Et Sentimentales | CD     | Deutsche Grammophon  |
| Alfred Schnittke: Streichquartette – Kronos Quartet               | Kronos Quartet Performs Alfred Schnittke – The Complete String Quartets                               | CD     | Nonesuch Records     |
| Jan Garbarek/Hilliard Ensemble: Mnemosyne                         | Jan Garbarek / The Hilliard Ensemble – Mnemosyne                                                      | CD     | ECM Records          |
| Christof Lauer: Fragile Network                                   | Christof Lauer: Fragile Network                                                                       | CD     | ACT                  |
| Dave Douglas: Charms of the Night Sky                             | Dave Douglas: Charms of the Night Sky                                                                 | CD     | Winter & Winter      |
| Rêve et Passion: The Soul of Klezmer                              | Rêve et Passion: The Soul of Klezmer                                                                  | CD     | Network Medien       |
| R.E.M.: Up                                                        | R.E.M.: Up                                                                                            | CD     | Warner Bros. Records |

1998
| Preisträger/in                                         | Produktion | Format | Label               |
| ------------------------------------------------------ | --- | ------ | ------------------- |
| Telemann: Orpheus – René Jacobs                        | Georg Philipp Telemann: Orpheus. Roman Trekel, Dorothea Röschmann, Ruth Ziesak, Werner Güra, RIAS-Kammerchor, Akademie für Alte Musik Berlin, René Jacobs | CD     | Harmonia Mundi      |
| Schumann: Symphonien – John Eliot Gardiner             | Robert Schumann: Complete Symphonies, John Eliot Gardiner, Orchestre Révolutionnaire et Romantique                                                        | CD     | Deutsche Grammophon |
| Hindemith: Streichquartette – Juilliard String Quartet | Hindemith: Streichquartette – Juilliard String Quartet | CD     | Wergo               |
| K. A. Hartmann: Symphonien – Ingo Metzmacher           | Karl Amadeus Hartmann: Symphonien – Ingo Metzmacher | CD     | EMI                 |
| Ligeti: Ligeti-Edition Vol. 1-7                        | György Ligeti: Ligeti-Edition Vol. 1-7 | CD     | Sony                |
| Nils Petter Molvaer: Khmer                             | Nils Petter Molvaer: Khmer | CD     | ECM Records         |
| Ornette Coleman, Joachim Kühn: Colours                 | Ornette Coleman, Joachim Kühn: Colours | CD     | Verve               |
| Ry Cooder: Buena Vista Social Club                     | Ry Cooder: Buena Vista Social Club | CD     | World Circuit       |
| Bob Dylan: Time Out of Mind                            | Bob Dylan: Time Out Of Mind | CD     | Columbia Records    |
| The Music of Islam                                     | The Music of Islam | CD     | Celestial Harmonies |

1997
| Preisträger/in                                                   | Produktion                                                      | Format | Label               |
| ---------------------------------------------------------------- | --------------------------------------------------------------- | ------ | ------------------- |
| Claudio Monteverdi: Die Krönung der Poppea – John Eliot Gardiner | Monteverdi: Die Krönung der Poppea – John Eliot Gardiner        | CD     | Deutsche Grammophon |
| Beethoven: 32 Klaviersonaten – Alfred Brendel                    | Ludwig van Beethoven: 32 Klaviersonaten – Alfred Brendel        | CD     | Philips Records     |
| Kurtág: Musik für Streicher – Keller Quartet                     | György Kurtág: Musik für Streicher – Keller Quartet             | CD     | ECM Records         |
| Wagner: Die Meistersinger von Nürnberg – Rafael Kubelik          | Richard Wagner: Die Meistersinger von Nürnberg – Rafael Kubelik | CD     | Calig               |
| Friedrich Hollaender – Aufnahmen 1920-1996                       | Friedrich Hollaender – Aufnahmen 1920-1996                      | CD     | Bear Family Records |
| Bill Frisell: Quartet                                            | Bill Frisell: Quartet                                           | CD     | Nonesuch Records    |
| Jackie Leven: Fairy Tales                                        | Jackie Leven: Fairy Tales                                       | CD     | Cooking Vinyl       |
| Sara K.: Hobo                                                    | Sara K.: Hobo                                                   | CD     | Chesky              |
| Chavela Vargas – Aufnahmen von 1993/94                           | Chavela Vargas – Aufnahmen von 1993/94                          | CD     | Tropical            |
| Marlui Miranda: Ihu                                              | Marlui Miranda: Ihu                                             | CD     | Exil Musik          |

1996
| Preisträger/in                                         | Produktion                                                      | Format | Label                  |
| ------------------------------------------------------ | --------------------------------------------------------------- | ------ | ---------------------- |
| Mozart: Le Nozze di Figaro – Charles Mackerras         | Wolfgang Amadeus Mozart: Le Nozze di Figaro – Charles Mackerras | CD     | Telarc                 |
| Borodin: Fürst Igor – Valery Gergiev                   | Alexander Porfirjewitsch Borodin: Fürst Igor – Valery Gergiev   | CD     | Philips Records        |
| Hindemith: Kammermusiken – Markus Stenz                | Hindemith: Kammermusiken – Markus Stenz                         | CD     | RCA Records            |
| Nono: Prometeo – Ingo Metzmacher                       | Luigi Nono: Prometeo – Ingo Metzmacher                          | CD     | EMI                    |
| Jazzensemble des HR: Atmospheric Conditions Permitting | Jazzensemble des HR: Atmospheric Conditions Permitting          | CD     | ECM Records            |
| Volker Schlott Quartett: Why Not                       | Volker Schlott Quartett: Why Not                                | CD     | Acoustic Music Records |
| Herbie Hancock: The New Standard                       | Herbie Hancock: The New Standard                                | CD     | Verve                  |
| Planet Squeeze Box – Accordion Music                   | Planet Squeeze Box – Accordion Music                            | CD     | Ellipsis Arts          |
| Albert Collins: Live 92/93                             | Albert Collins: Live 92/93                                      | CD     | Pointblank             |

1995
| Preisträger/in                                     | Produktion                                                         | Format | Label               |
| -------------------------------------------------- | ------------------------------------------------------------------ | ------ | ------------------- |
| Mahler: Symphonie Nr. 2 – Herbert Blomstedt        | Gustav Mahler: Symphonie Nr. 2 – Herbert Blomstedt                 | CD     | Decca Records       |
| Reger: Streichquartette – Berner Streichquartett   | Max Reger: Streichquartette – Berner Streichquartett               | CD     | cpo                 |
| Ysaÿe: Solosonaten op. 27 – Frank-Peter Zimmermann | Eugène Ysaÿe: Solosonaten op. 27 – Frank-Peter Zimmermann          | CD     | EMI                 |
| Mozart: La Clemenza di Tito – Christopher Hogwood  | Wolfgang Amadeus Mozart: La Clemenza di Tito – Christopher Hogwood | CD     | L’Oiseau-lyre       |
| Ferenc Fricsay Portrait                            | Ferenc Fricsay Portrait                                            | CD     | Deutsche Grammophon |
| James Carter Quartet: Jurassic Classics            | James Carter Quartet: Jurassic Classics                            | CD     | Bellaphon Records   |
| Danielle Brisebois: All Arrive Over You            | Danielle Brisebois: All Arrive Over You                            | CD     | Epic                |
| Jeff Buckley: Grace                                | Jeff Buckley: Grace                                                | CD     | Sony                |
| Taraf de Haiduks: Honourable Brigands…             | Taraf de Haiduks: Honourable Brigands…                             | CD     | Crammed             |
| Madredeus: Ainda                                   | Madredeus: Ainda                                                   | CD     | EMI                 |